# Lissègazoun
Lissègazoun è un arrondissement del Benin situato nella città di Allada (dipartimento dell'Atlantico) con 14.513 abitanti (dato 2006).